# Antonio di Takrīt
Antonio di Takrīt, noto anche come Antonio il Retore (Tikrit, ... – ...; fl. IX secolo), è stato un monaco cristiano e retore siro.

## Biografia
Membro della Chiesa ortodossa siriaca o Chiesa "Giacobita" in quanto fondata da Giacomo Baradeo nel VI secolo, fu un convinto monofisita.                 

## Opere
Fu autore di un trattato riguardante la retorica presso i Siri, tradotto in molte lingue in quanto testo fondamentale sull'argomento; un trattato di teologia sacramentale intitolato Misron (L'unzione); e vari inni sacri, nei quali fu tra i primi a introdurre la rima nella poesia in lingua siriaca.